# Khumba (film)
Khumba è un film d'animazione 3D del 2013 diretto e prodotto da Anthony Silverston.
Il film è dedicato alla memoria del fondatore del Quagga Project, Reinhold Rau, morto nel 2006, che si proponeva di ricreare il quagga.

## Trama
Nel Karoo del Sudafrica, una mandria di zebre, guidata dall'anziano M'Khulu, vive in una piccola zona con una pozza d'acqua delimitata da un recinto di rovi, in modo che gli equidi possano conservare tutta l'acqua per sé senza spartirla con gli altri animali. Un giorno, Seko, amico di M'Khulu, ha un figlio: Khumba, che nasce però senza strisce nella parte posteriore del corpo. Thabo, coetaneo di Seko il cui obiettivo è divenire capo della mandria, lo intende come un segno: "niente strisce, niente pioggia". Infatti, con il passare delle stagioni senza piogge che riempiano l'abbeverata, la pozza delle zebre inizia lentamente a prosciugarsi. Khumba intanto cresce, venendo deriso dai suoi simili per il suo manto e avendo solo come amica la sua coetanea Tombi, figlia di Thabo e sorella minore del giovane Themba, principale ostracizzatore di Khumba.
Un giorno, una mistica mantide africana compare di fronte a Khumba e disegna una mappa che inizialmente appare ininterpretabile. Poco dopo, Khumba, commosso dalle suppliche di alcuni orici beisa, Khumba decide di fare entrare nel recinto la loro guaritrice per farle bere l'acqua fresca. Nonostante la giovane zebra non venga redarguita dai suoi simili, questi accolgono gli orici, i quali non intendono dividere la poco acqua che resta. Quando però gli orici escono dal recinto, vengono attaccati da Phango, un leopardo mezzo cieco. Durante l'attacco, questi, in punto d'uccidere un orice, si concentra subito dopo su Khumba, il quale riesce a richiudere il recinto un attimo prima che possa assalirlo. Dall'esterno, il leopardo minaccia comunque M'Khulu, affermando che non potranno restare nascosti in eterno e, se non pioverà, saranno costretti ad uscire. Dopo essere stato rimproverato dal padre per aver condotto la mandria alla mercé di un predatore, Khumba è raggiunto dalla madre, la quale gli racconta di come le zebre inizialmente fossero bianche finché una di loro non nuotò in una sorgente d'acqua magica e divenne la prima zebra che conosciamo oggi, a cui seguirono altre per divenire come lui. Conscio di ciò, Khumba riesce ad interpretare la mappa disegnata dalla mantide: oltre tre montagne vi è la sorgente magica. Dopo aver pianto la morte della madre dalla ferita causata dal leopardo, sapendo di non poter sopravvivere nella sua stessa mandria dove è visto come "mezza zebra" anche da suo padre, Khumba lascia la sua casa.
Nel suo viaggio, incontra un licaone di nome Skalk, che gli promette di aiutarlo ad acquisire le sue strisce. In realtà gli altri licaoni intendono usarlo come ostaggio per ottenere dell'acqua dalla sua mandria: attraggono così Khumba in una trappola, ma interviene uno gnu femmina di nome Mama V, affiancata dallo struzzo Bradley, che mettono in fuga i canidi. Lo gnu e lo struzzo si uniscono quindi a Khumba, e i quattro raggiungono una comunità composta da vari animali, accampatisi nei pressi del Parco Nazionale di Ying, dove però sfuggono a un attacco di un gruppo di rangers. Sotto consiglio di un coniglio fluviale, Khumba raggiunge la montagna dell'Aquila Nera, da cui impara la via che porta alla sorgente magica, che si rivela trovarsi nella caverna di Phango. Egli gli racconta anche che Phango è nato mezzo cieco e come tale fu abbandonato quando era un cucciolo dalla sua famiglia, sterminata da lui stesso per vendetta. La mandria di Khumba, frattanto, ha esaurito ormai l'acqua della pozza e si dirige verso una nuova zona. Anche gli animali dell'oasi, spronati dalle emozioni vissute insieme a Khumba, decidono di seguirlo e si dirigono verso il monte N'Gow, ove si trova la grotta di Phango; ben presto, zebre e orici si uniranno gli uni con gli altri, insieme a una mandria di springbok conosciuti da Khumba nel corso del viaggio.
Il trio riprende in viaggio, ma durante una sosta in una fattoria incontrano l'anziana pecora Nora, a cui Phango ha divorato il marito, che li mette in guardia sul luogo ove sono diretti; Mama V e Bradley costringono Khumba a rivelargli la verità, e lui gli confessa che la sorgente si trova nella caverna del leopardo. Mama V a quel punto scoppia in lacrime, raccontando che quest'ultimo ha ucciso sua figlia. Sentendosi in colpa, Khumba decide di procedere da solo. Phango ne approfitta per trovare Mama V e Bradley e li costringe a rivelare dove si sta dirigendo Khumba.
Quest'ultimo, avventuratosi nella caverna, trova la pozza e, ricordando le parole della madre e tutte le vicende che ha passato, comprende che la diversità è essenziale per la sopravvivenza, e come le differenze di un individuo possano invero esserne la forza. Phango raggiunge Khumba, raccontandogli che era stata predetta la nascita di una mezza zebra che l'avrebbe reso, mangiandola, il più potente leopardo mai esistito e di aver ucciso tutto la sua famiglia non soltanto per vendetta, ma anche per avere Khumba per sé come preda. Inizia quindi l'inseguimento, ma durante la fuga la caverna inizia a crollare e questo provoca anche una corrente d'acqua, attraverso la quale Khumba e Phango vengono portati all'esterno della caverna, sul ciglio del monte. Ben presto, arrivano tutti i suoi simili, amici e conoscenti ad assistere alla battaglia finale: Khumba cerca più di una volta di ragionare con Phango, per fargli capire che deve accettare sé stesso come ha fatto anche lui, ma il felino è talmente accecato dalla brama di diventare "perfetto" da andare fino in fondo imperterrito. Phango riesce a ferire Khumba ad una zampa come ha fatto con Lungisa, ma questi lo fa cadere con un calcio in un precipizio e il leopardo muore schiacciato da due massi, mentre Khumba cade nell'acqua, e il suo corpo viene recuperato all'esterno della caverna. Mentre lui giace privo di sensi si mette a piovere, e tutti iniziano a crederlo morto; per fortuna, Khumba si risveglia e nota i graffi lasciati da Phango sul suo fianco destro durante la battaglia. Lieti, Khumba, i suoi amici e conoscenti festeggiano insieme la creazione di una nuova casa per tutti.

## Personaggi
- Khumba: è il protagonista del film. Nato solo con metà strisce in un branco di zebre superstiziose, viene ritenuto il responsabile della siccità nel Karoo e così decide di andare alla ricerca della sorgente magica. Dovrà affrontare licaoni e il terribile Phango ma insieme a Mama V Bradley e skalk. Nonostante si tratti di una Zebra di pianura, il suo manto è un omaggio alla specie di zebra estinta, il Quagga, che un tempo popolava le pianure del Sudafrica e a cui è dedicato il film (insieme al naturalista Reinhold Rau, che ha cercato di ricreare la specie).
- Tombi: è la miglior amica di Khumba. Dopo la sua sparizione convince il padre di far uscire il branco fuori dal recinto.
- Seko: è il padre di Khumba. Sempre in difesa del figlio, a parte dopo l'attacco di Phango, esce insieme al branco alla ricerca di Khumba.
- Lungisa: è la madre deceduta di Khumba. È stata ferita da Phango dall'inizio del film, racconta a Khumba di come un giovane stallone di zebra decise di cambiare il suo manto.
- Thabo: è il padre di Themba e Tombi e il rivale di Seko. Dopo la scomparsa di Khumba, decide di prendere il posto di leader al posto di M'Khulu.
- Nigel: è una zebra iperattiva. Sempre spaventato ed euforico per qualsiasi cosa accada, viene considerato il clown del branco.
- Mama V: è uno gnu femmina che accompagna Khumba alla ricerca della sorgente magica in compagnia dello struzzo Bradley. Lei aveva una figlia che venne divorata da Phango.
- Bradley: è uno struzzo malinconico con delle velleità artistiche che accompagna Khumba, Mama V e Skalk alla ricerca della sorgente magica. Abitava in una fattoria, ma la sua ricerca di attenzione lo spinse oltre i confini.
- Phango: è un leopardo nato cieco da un occhio, con un olfatto straordinario, ma che venne cacciato dai suoi simili per la sua disabilità. Contro ogni aspettativa, egli sopravvisse, divenne un vigoroso esemplare ed uccise tutto il suo branco sia per vendicarsi dell'abbandono subito che per conquistare in futuro la sua "mezza zebra"; in costante ricerca di vendetta, crede a una antica leggenda tra i predatori secondo cui nascerà una "mezza zebra" le cui carni renderanno un leopardo il più potente mai vissuto e quindi che mangiare Khumba lo farà diventare normale. Sembra anche soffrire di Disturbo da stress post-traumatico, poiché durante l'inseguimento riesce ad atterrare Khumba nella pozza della sua grotta e rivive di colpo un flashback di quando fu abbandonato dalla madre, ponendolo in uno stato di trance e rischiando di annegare. Oltre ad essere l'antagonista, rappresenta un parallelo oscuro di cosa sarebbe diventato Khumba se avesse lasciato che la sua ossessione di diventare "normale" lo consumasse. Morirà cadendo da un dirupo (mentre cercava di inseguire Khumba) e venendo schiacciato da due massi, ponendo fine al suo regno di terrore.
- Skulk: è un licaone contrattatore che viene abbandonato dal suo branco e che alla fine si unisce al gruppo di Khumba.
- Nora: è una pecora ottusa che vive in solitudine in una fattoria abbandonata, dopo che Phango gli mangiò il marito. Considera Khumba un "mostro".

## Distribuzione
La pellicola è stata presentata al Toronto International Film Festival l'8 settembre 2013 ed uscito nei cinema il 25 ottobre dello stesso anno distribuito da Cinema Management Group. Negli Stati Uniti il film è stato distribuito da Millennium Entertainment mentre in Italia è uscito nei cinema il 6 febbraio 2014 per Eagle Pictures.

## Accoglienza

### Critica
Il sito web Rotten Tomatoes detiene un indice di gradimento del 44% in base alle 18 recensioni. Metacritic ha attribuito al film un punteggio di 40 su 10 in base alle 6 recensioni.

## Riconoscimenti
- Zanzibar International Film Festival 2014 - Premio come miglior film animato[4]
- Africa Movie Academy Awards 2014 - Premio come miglior film animato[5]